# Leiobunum rotundum
Leiobunum rotundum este o specie de opilion. Este răspândită în toată Europa.  

## Descriere
Leiobunum rotundum este de culoare cafenie, corpul de formă rotundă sau ovală, picioarele sunt subțiri și negri. Picioarele prinse în capcană sau de dușman pot fi disecate, fenomen numit autotomie, apoi ele regenereză. El se apără cu ajutorul unor substanțe cu miros neplăcut ce respinge inamicii. 

## Dieta
Leiobunum rotundum mănâncă o gamă largă de nevertebrate mici, vii sau moarte. Vânează omizi, acarieni, miriapode, insecte, crustacee și melci. A fost observat cum bea apă, picături de rouă. Se poate hrăni și cu sucurile fructilor. 

## Răspândire
Acest opilion se întâlnește în Europa, insulele Canare și nordul Africii. Locuiește în  vegetația înaltă, printre arbuști, tufișuri. Uneori, poate fi observat cățărându-se pe scoarța copacilor. 